# Johan Holmqvist
Johan "Honken" Holmqvist, född 24 maj 1978 i Tierp i Uppland, är en svensk före detta ishockeymålvakt. Han har bland annat spelat i Brynäs IF, Frölunda och Karlskrona.

## Spelarkarriär
Holmqvist började sin karriär i Brynäs IF i Elitserien. Holmqvist draftades i NHL-draften 1997 som 175:e spelaren totalt i 7:e rundan av New York Rangers.
Efter SM-guldet 1999 med Brynäs skrev Holmqvist kontrakt med Rangers. Holmqvist tillbringade den mesta tiden i farmarlaget Hartford Wolf Pack i AHL och spelade endast 3 NHL-matcher för Rangers mellan åren 2000 och 2003. Den 11 mars 2003 blev Holmqvist bortbytt av Rangers till Minnesota Wild och spelade resten av säsongen 2003-04 med Wilds farmarlag Houston Aeros i AHL. Holmqvist vann Calder Cup 2004 med Houston Aeros. Holmqvist blev vald till MVP i Calder Cup 2004.
Inför säsongen 2004-05 återvände Holmqvist till Brynäs IF i Elitserien. Efter två lyckade säsonger fick Holmqvist återigen ett NHL-kontrakt, denna gång med Tampa Bay Lightning - där han etablerade sig som stabil förstemålvakt under en och en halv säsong, innan han blev bortbytt till Dallas Stars där han blev andremålvakt bakom Marty Turco. Holmqvist fick bara chansen i två matcher från start och erbjöds inget nytt kontrakt efter säsongen.
I brist på andra bud ifrån NHL, återvände Holmqvist igen inför säsongen 2008-09 till Elitserien då han den 23 juli 2008 skrev ett tvåårskontrakt med Frölunda Indians. Holmqvist spelade totalt 3 säsonger för Frölunda innan han inför säsongen 2011-12 återvände till Brynäs. Holmqvist vann sitt andra SM-guld med Brynäs 2012.
Holmqvist spelade för Tre Kronor i VM i ishockey 2005 och 2006. Holmqvist var med och tog VM-guld 2006. Holmqvist blev vidare vald till bästa målvakt under VM-turneringen 2006.
Holmqvist har gett namn till målvaktsskolan Johan "Honken" Holmqvists målvaktskola som startade i Flen men har flyttat till Nyköping.
Holmqvist avslutade sin karriär i Brynäs IF i SHL den 16 november 2019 då han skrev på ett kontrakt för klubben som varade i en dag.

## Klubbar
| Klubb               | Hockeyliga                 | Tidsperiod      |
| ------------------- | -------------------------- | --------------- |
| Tierp HK            | Division II, J20 SuperElit | 1993-1996       |
| Brynäs IF           | SEL                        | 1996-2000       |
| New York Rangers    | NHL                        | 2000-2003       |
| Hartford Wolf Pack  | AHL                        | 2000-2003       |
| Charlotte Checkers  | ECHL                       | 2002-2003       |
| Houston Aeros       | AHL                        | 2003-2004       |
| Brynäs IF           | SEL                        | 2004-2006       |
| Tampa Bay Lightning | NHL                        | 2006-2008       |
| Dallas Stars        | NHL                        | 2008            |
| Frölunda HC         | SEL                        | 2008-2011       |
| Brynäs IF           | SEL/*SHL                   | 2011-2014, 2015 |
| Almtuna IS          | Allsvenskan                | 2014-2015       |
| Karlskrona HK       | SHL                        | 2015-2019       |
| Brynäs IF           | SHL                        | 2019            |

- Elitserien bytte namn till Svenska Hockeyligan/SHL inför säsongen 2013-2014.